# Орлеанская дева (пьеса)
«Орлеа́нская де́ва» (нем. Die Jungfrau von Orleans) — драма Фридриха Шиллера, посвящённая истории Жанны д’Арк. Автор определил её как «романтическую трагедию». Премьера пьесы состоялась 11 сентября 1801 года в лейпцигском городском театре. При жизни Шиллера «Орлеанская дева» входила в число наиболее популярных постановок. Драма была создана и опубликована в период веймарского классицизма и представляет собой классическую драму, которая по своей форме обнаруживает черты сходства с произведениями романтизма.
Музыку к драме Шиллера писали, в частности, Юхан Август Сёдерман и Дезире Пак. Драма Шиллера легла также в основу либретто оперы Джузеппе Верди «Жанна д’Арк» (1845) и кантаты Генриха Гофмана «Жанна Орлеанская» (1891). 